# Palais de Wrocław
Le palais de Wrocław (en polonais : pałac królewski, « palais royal ») est un château situé à Wrocław en Pologne. Acquis par Frédéric le Grand en 1750, il fut la résidence des rois prussiens des Hohenzollern en Silésie. Pendant la Seconde Guerre mondiale, l'aile sud et sud-ouest du bâtiment a brûlé. Aujourd'hui, le bâtiment abrite le musée de la ville de Wroclaw (Muzeum Miejskie Wrocławia).

## Histoire
Le premier bâtiment baroque a été construit vers 1710, sans doute  selon les spécifications de Lukas von Hildebrandt ; en 1717, la propriété a été acquise par Heinrich Gottfried von Spaetgen, chancelier de la cour de François-Louis de Palatinat-Neubourg, évêque de Breslau, qui y a établi sa résidence. Après la conquête de la majeure partie de la Silésie par Frédéric le Grand en 1742, le roi de Prusse a acquis le palais et fit agrandir la demeure, en ajoutant une aile méridionale selon les plans de son bâtisseur Johan Bouman de 1751 à 1753. La cour d'honneur a été rejoint par deux ailes sur les côtés ; en 1798/1797, l'architecte Carl Gotthard Langhans a réalisé une aile allongée sud-ouest s'étendant jusqu'à un terrain de parade devant les fortifications de la ville.

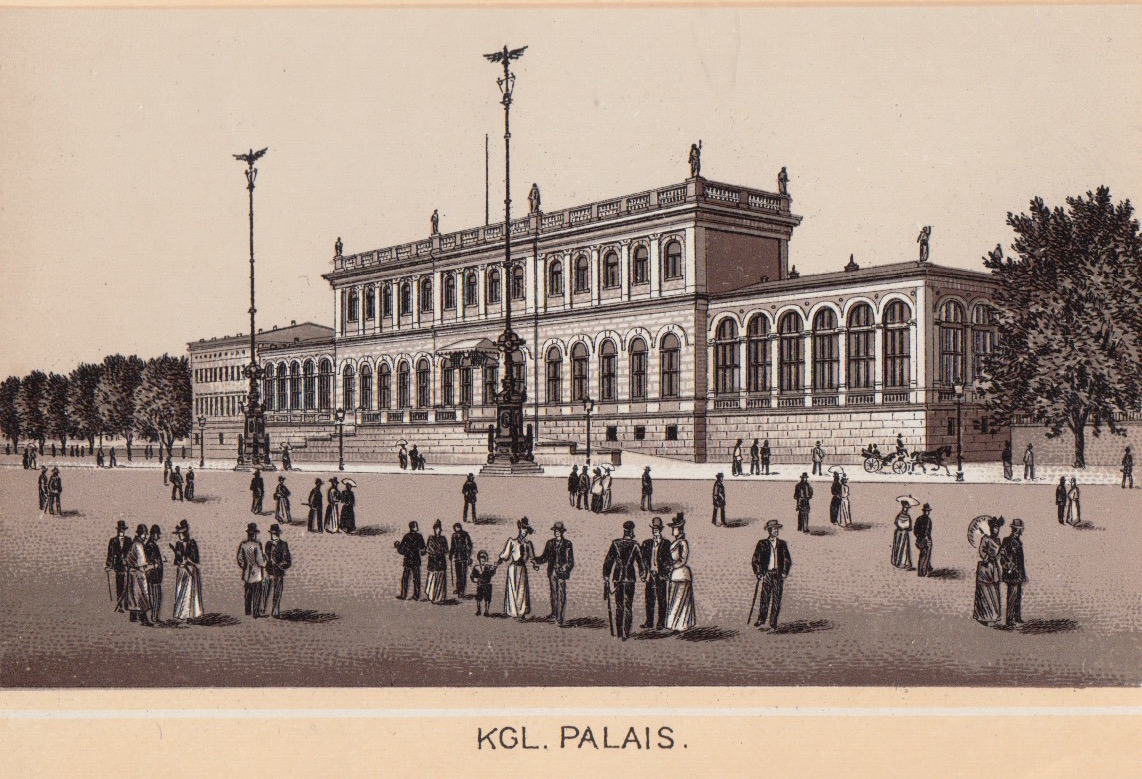
La nouvelle aile sud, vers 1885.

Après la défaite de l'armée prussienne à la bataille d'Iéna, en 1806, la muraille de Breslau est démantelée par ordre de Napoléon Ier et un circuit de promenade y a été aménagé. Le 10 mars 1813, le roi Frédéric-Guillaume III a créé la croix de fer au palais de Breslau ; une semaine plus tard, il publie la proclamation An Mein Volk (« À mon peuple »), appelle au soutien de ses sujets dans la lutte contre Napoléon. Au cours du XIXe siècle, le bâtiment fut reconstruit en un palais néo-Renaissance. Vers 1845, l'architecte Friedrich August Stüler a créé une nouvelle aile tout au sud ; de 1858 à 1868, la cour d'honneur a été rénovée selon ses plans. À ce temps, le complexe du château était le centre du pouvoir de la Silésie prussienne.
Sous la république de Weimar, le palais a été transformé en musée, accueillant notamment les collections d'art municipales de Breslau. Pendant la Seconde Guerre mondiale, les ailes sud et sud-ouest ont été brûlées, ce qui fait qu'il ne reste qu'un fragment du bâtiment de Stüler. Après la guerre, sous l'administration de la république de Pologne, les environs du château ont été remaniés à grande échelle. En mème temps, le bâtiment central, l'ancien palais Spaetgen, a été largement remis dans son état d'origine avec un jardin à la française. L'aile sud-ouest de Langhans, au contraire, n'était pas restaurée ; une reconstruction de l'aile sud de Stüler demeure incertaine.